# Аријес Мерит
Аријес Мерит (енгл. Aries Merritt; рођен 24. јула 1985.) је амерички атлетичар, светски рекордер у трци на 110 метара са препонама. Рекордно време од 12.80 секунди истрчао је 7. септембра 2012. Освојио је златну медаљу у трци на 110 метара са препонама на Летњим олимпијским играма у Лондону 2012.

## Рана каријера
Рођен је у Чикагу, Илиноис, као млад преселио се у Маријету у Џорџији. Мерит је студирао на Универзитету у Тенесију од 2003. до 2006. године. Имао је успешну каријеру на колеџу, седмоструки је универзитетски првак Америке. Освојио је злато на 110 метара са препонама на Светском првенству за јуниоре 2004.

## Професионална атлетска каријера

### 2012
Мерит је постао светски шампион у дворани у трци на 60 метара с препонама на Светском првенству у дворани 2012 у Истанбулу. У финалу је победио са 7,44 с испред Љу Сјанга и Паскала Мартино-Лагардa.

#### Летње олимпијске игре 2012
На Олимпијским играма 2012. у Лондону, Мерит је трчао најбрже време у квалификацијама (13.07). У полуфиналу је поново био доминантан са временом 12,94 с. У финалу, Дејрон Роблес и Мерит су најбрже стартовали, али је Мерит напредовао на трећој препони. Наставио је до личног рекорда од 12,92 с и за 0,12 предности победио је тада актуелног светског шампиона Џејсона Ричардсона.

#### Светски рекорд
7. септембра 2012, на финалном митингу Дијамантске лиге (Меморијал Ван Дам у Бриселу), Мерит је трчао 12.80 с на 110 метара с препонама, срушивши стари светски рекорд од 12,87 којег је држао Дејрон Роблес.

### 2013
Мерит је завршио 6. на Светском првенству. После такмичења осећао се веома лоше и дијагностикован му је колапс фокалне сегментне гломерулосклерозе, ретке урођене болести бубрега, коју је погоршао парвовирус који је напао његове бубреге и коштану срж. После неколико месеци лечења, на крају је успео да се врати у такмичење следеће године, али ипак далеко од своје рекордне форме.

### 2015
Меритов опоравак од проблема са бубрезима био је довољан да се избори за Светско првенство у Пекингу. 28. августа освојио је бронзану медаљу у трци на 110 метара са препонама, само четири дана пре заказане трансплантације бубрега.

## Лични рекорди
| Догађај                 | Најбољи | Место                                              | Датум              |
| ----------------------- | ------- | -------------------------------------------------- | ------------------ |
| 55 метара са препонама  | 7.10 с  | Гејнсвил, Флорида, Сједињене Америчке Државе       | 21. јануар 2006    |
| 60 метара са препонама  | 7.43 с  | Албукерки, Нови Мексико, Сједињене Америчке Државе | 26. фебруар 2012.  |
| 110 метара са препонама | 12.80 с | Брисел, Белгија                                    | 7. септембар 2012. |
| 200 метара              | 21.46 с | Блумингтон, Индијана, Сједињене Америчке Државе    | 7. јануар          |
| 400 метара са препонама | 51.94 с | Ноксвил, Тенеси, Сједињене Америчке Државе         | 9. април 2004.     |

### Међународна такмичења
| Година                          | Такмичење                       | Место                           | Позиција                        | Дисциплина                      | Резултат                        | Белешка                         |                                 |
| Представљајући Сједињене Државе | Представљајући Сједињене Државе | Представљајући Сједињене Државе | Представљајући Сједињене Државе | Представљајући Сједињене Државе | Представљајући Сједињене Државе | Представљајући Сједињене Државе | Представљајући Сједињене Државе |
| ------------------------------- | ------------------------------- | ------------------------------- | ------------------------------- | ------------------------------- | ------------------------------- | ------------------------------- | ------------------------------- |
| 2004.                           | Светско првенство за јуниоре    | Гросето, Италија                | 1.                              | 110 м препоне                   | 13,56                           |                                 |                                 |
| 2009.                           | Светско првенство               | Берлин, Немачка                 | 27.                             | 110 м препоне                   | 13,70                           |                                 |                                 |
| 2011.                           | Светско првенство               | Даегу, Јужна Кореја             | 5.                              | 110 м препоне                   | 13,67                           |                                 |                                 |
| 2012.                           | Светско првенство у дворани     | Истанбул, Турска                | 1.                              | 60 м препоне                    | 7,44                            |                                 |                                 |
| 2012.                           | Олимпијске игре                 | Лондон, Уједињено Краљевство    | 1.                              | 110 м препоне                   | 12,92                           |                                 |                                 |
| 2013.                           | Светско првенство               | Москва, Русија                  | 6.                              | 110 м препоне                   | 13,31                           |                                 |                                 |
| 2015.                           | Светско првенство               | Пекинг, Кина                    | 3.                              | 110 м препоне                   | 13,04                           |                                 |                                 |
| 2017.                           | Светско првенство               | Лондон, Уједињено Краљевство    | 5.                              | 110 м препоне                   | 13,31                           |                                 |                                 |
| 2018.                           | Светско првенство у дворани     | Бирмингем, Уједињено Краљевство | 4.                              | 60 м препоне                    | 7,56                            |                                 |                                 |